# Технокрация
Технокрацията е форма на управление, при която вземащите решения се избират въз основа на техния опит и технологична експертност в дадена област на мениджърска отговорност, особено по отношение на научните или техническите познания .
При технокрацията, техническите експерти и учените взимат важните решения за обществото, като технократския дискурс в социалната политика има за цел да поддържа, препоръчва и прави информационно достъпни актуални въпроси с често изключително спорна политическа тематика и свързани със сложни за икономическото развитие теми, при дадена запълнена програма за изпълнение, като при това се разчита на научната обективност и политическа безпристрастност .
Терминът технокрация първоначално се използва за означаване на прилагането на научни методи (или научно-технически) за решаване на социални проблеми. В най-крайната си форма, технокрацията може да е управление на цяло технократско правителство, работещо над технически или инженерни проблеми, като това изглежда предимно хипотетично. В една по-практическа употреба, управленската технокрация е всяка част от бюрокрацията, която се управлява от технолози. Правителство, в което избраните служители назначават експерти и професионалисти, които да администрират отделни правителствени функции, може да се счита за технократско.  Някои употреби на думата се отнасят до форма на меритокрация, при която управляват най-способните експерти , без влиянието на групи със специални интереси.

## Философия на технологиите
Философията на технологията, разбирана като философия на технологията, не е изобретение на съвременността. Още Протагор, Платон (в Тимей и в Политея) и Аристотел (в Никомаховата етика, книга 6 и във физиката) вече са се занимавали с технологиите в древността. Античността все още не е отделяла технологиите от изкуството и майсторството. През Средновековието, с нарастващите майсторски умения и урбанизационните изблици, Албертус Магнус  през Ренесанса Джордано Бруно се занимава с вдъхновения от антропологията въпрос дали човек трябва да бъде определен чрез техническо творение. Вече през съвременната епоха, която все повече разделя технологиите, науката и изкуството, след това Готфрид Лайбниц, Георг Вилхелм Фридрих Хегел, Карл Маркс, Лудвиг Витгенщайн, Мартин Хайдегер (Въпросът за технологиите, 1949 г.), Валтер Бенямин  и Херберт Маркузе, и с него Франкфуртското училище, всеки с различни аспекти на технологиите и индустриализацията. Фокусът на философията на технологията е в амбивалентността на овладяването на природата и разчитането на природата, образът на занаятчията и техника за човека, връзката между технологията и работата, връзката между технологията и изкуството, между технологията и науката и ролята на технологиите като цяло в структурирането на обществото. Технологичната етика е клон на технологичната философия.
Технологията като отделна предметна област на философията е обособена едва в края на 19 век в книгата „Основи на философията на технологиите“ (1877) от хегелианеца Ернст Кап, който разбира технологията като проекция на човека, но също така формираща културата във всеобхватен смисъл. С това Кап успява да отдели въпроса за технологиите от по-тясната област на антропологията и да го разшири, за да включи въпроса за значимостта на технологичната култура и нейното специфика, и технологичното съзнавание на човека. Следователно философията на технологията в по-тесния смисъл принадлежи към философията на Просвещението и към дискусията за нейните условия и последствия, особено след високата индустриализация. 
Въпреки че философията на технологията се формира от мисленето на германския идеализъм, през 20-ти век се развиват и по-материалистични позиции (напр. Б. Герхард Фрайер, Гюнтер Ропол, като някои автори се позовават пряко или косвено на Карл Маркс), които питат за конкретните социални и икономически нужди и промени, които се появявяват с индустриалната революция, машинизацията, автоматизацията и рационализацията.
Освен това има и феноменологични позиции, които питат за връзката между технологията и света, и неговата детерминираност. Философските подходи за определяне на понятието технология в нейните измерения са толкова разнообразни, колкото и позициите на философията на технологията.

## История на понятието
През годините са се оформили различни групи от технократично ориентирани учени, писатели и други свързани с идеите на термоикономика, биоикономика и дори сред тях някои противници на пазарната икономика. Тези идеи преоткриват концепцията на „Енергийно счетоводство“ базирана система, като противоположна на паричната система и идея за социален дизайн, базиран на термодинамика. Текнокръси Инкорпорейтед става доминираща група и става популярно социално движение през 30-те години, като преодължава да е активна и до днес. Движението нарича себе си образователна и изследователска организация, и продължава да е поддръжник на технологичния дизайн за Северна Америка.

## Виж още
- Сциентизъм